# هری اسستم
هری اسستم (انگلیسی: Harry Eastham; ۳۰ ژوئن ۱۹۱۷ – سپتامبر ۱۹۹۸ (۸۰−۸۱ سال)) بازیکن فوتبال اهل بریتانیا بود.
از باشگاه‌هایی که در آن بازی کرده‌است می‌توان به باشگاه فوتبال بلکپول، باشگاه فوتبال ترانمره راورز، باشگاه فوتبال لیورپول، باشگاه فوتبال آکرینگتون استنلی، و باشگاه فوتبال کندال تاون اشاره کرد.